# Координатно-пробивной пресс

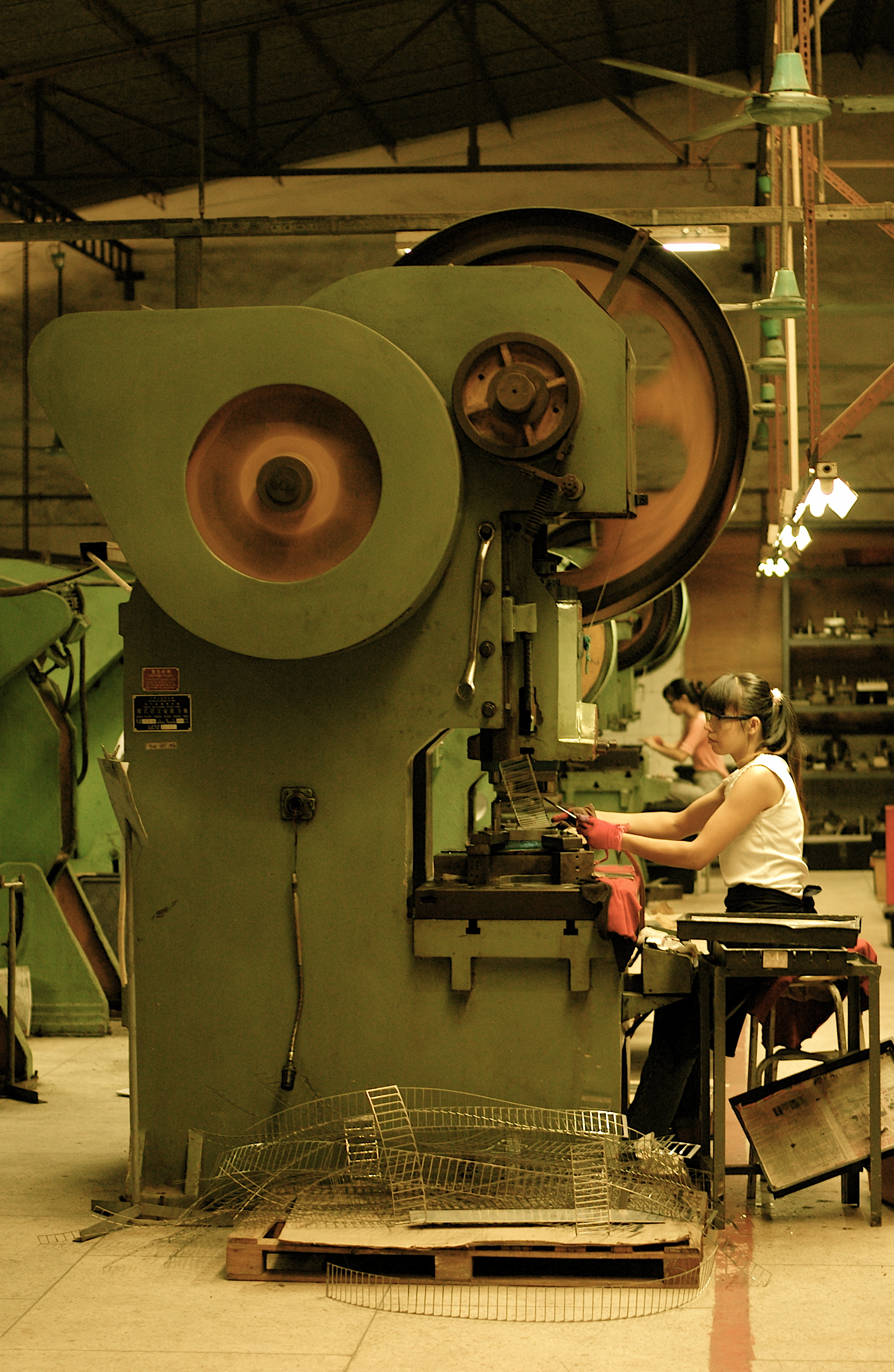
Координатно-пробивной пресс

Координатно-пробивной пресс — станок для обработки листового материала (чаще всего металла), выполняющий операции штамповки/формообразования на заданных участках (координатах) заготовки.
Как правило, современные станки имеют развитую систему управления (ЧПУ) и позволяют в автоматическом режиме, по заранее созданной человеком программе, выполнять обработку листового материала различными инструментами.
Координатно-штамповочный пресс характеризуется такими основными параметрами как:
- принцип работы (механический, электро-механический, гидравлический)
- тип рамы (например, портальная)
- размер рабочей зоны обработки (например, 2500x1250 мм)
- развиваемое рабочее усилие (например, 20 тонн)
- тип инструментального магазина и его ёмкость (например, магазин револьверного типа, ёмкостью 34 инструмента)

Также существуют дополнительные характеристики данного оборудования, такие как:
- производительность (как правило, характеризуется скоростью выполнения ударов с шагом перемещения 25 и 1 мм)
- скорость перемещения без удара (скорость холостого перемещения)
- максимальная масса заготовки
- наличие системы безопасности (ограждения и световая защита рабочей зоны от попадания человека в зону перемещения механизмов)
- потребление электроэнергии
- тип используемого программного обеспечения